# Shin Sung-gyeom

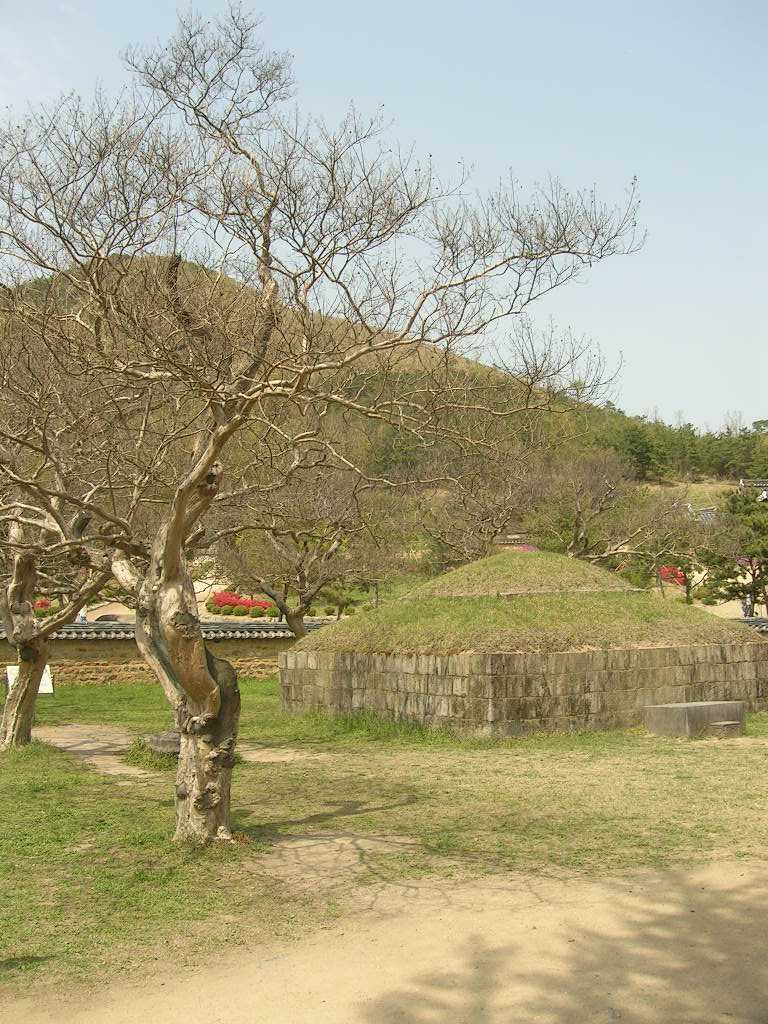
Memorial del General Shin Sung-gyeom en Daegu.

Shin Sung-gyeom (muerto en 927) fue un general coreano  durante el turbulento período de los Tres Últimos Reinos en el siglo décimo. Nacido en Gwanghaeju (actual Chuncheon), se convirtió en un general en el reino de Taebong. Jugó un papel decisivo en ayudar a Wang Geon, quien más tarde fundó el estado de Goryeo, a alcanzar el poder.
Shin es recordado hoy para dar su vida por Wang Geon después de una derrota de sus fuerzas por Hubaekje cerca de la actual Daegu. Según la leyenda, los dos intercambiaron armadura para que el rey fuera capaz de escapar del campo de batalla. Mientras Wangeon escapó del campo de batalla, Shin y el ejército restante lucharon valientemente contra el ejército de Hubaekje. A pesar de esto, su ejército fue derrotado. Shin fue asesinado por el enemigo. Fue decapitado y su cabeza fue enviada a Gyeon Hwon, Rey de Hubaekje
Shin Sung-gyeom es ampliamente considerado como el fundador del clan Shin. Actualmente, existe un memorial con su nombre en la ciudad de Daegu.